# Ernest Dichter

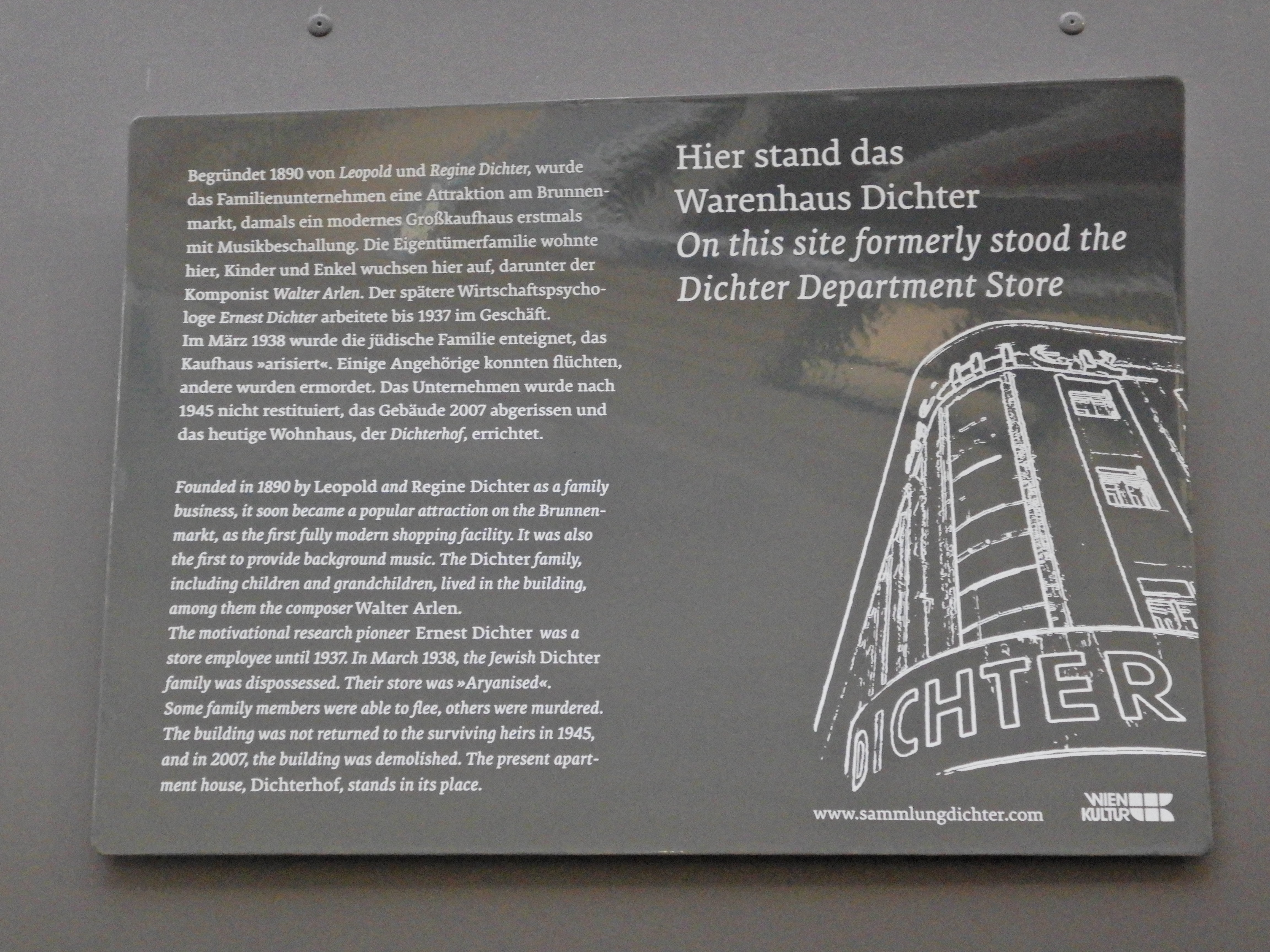
Gedenktafel für das Warenhaus Dichter und Ernest Dichter

Ernest Dichter (* 14. August 1907 in Wien; † 22. November 1991 in Peekskill, New York) war ein österreichisch-amerikanischer Psychologe und Pionier der Marktpsychologie.

## Leben
Ernest Dichter wurde 1907 als ältester von drei Söhnen einer jüdischen Familie (mütterlicherseits aus dem Sudetenland, väterlicherseits aus Galizien) in Wien geboren. Ab 1930 studierte er deutsche Literatur und Romanistik an der Universität Wien, danach setzte er sein Studium an der Sorbonne in Paris fort. Von 1932 bis 1934 studierte er, zurückgekehrt nach Wien, Psychologie bei Moritz Schlick, Karl und Charlotte Bühler, Paul Lazarsfeld, Alfred Adler und Rudolf Carnap. Neben dem Wiener Kreis prägten Dichter auch die Auseinandersetzung mit Sigmund Freuds Psychoanalyse (vermittelt über Wilhelm Stekel und Rudolf Aichhorn). 1934 folgte die Dissertation bei Karl Bühler zum Thema: „Die Selbstbeurteilung der eigenen Fähigkeiten und Leistungen“.
1934–1936 eröffnete Ernest Dichter eine psychoanalytische Praxis, zugleich arbeitete bei der Österreichischen Wirtschaftspsychologischen Forschungsstelle (Marktforschung – gemeinsam mit Paul Lazarsfeld), und am Psychotechnischen Institut der Stadt Wien (Leitung Karl Hackl). 1935 Eheschließung mit der Konzertpianistin Hedy Langfelder (* 16. August 1911; verheiratete Hedy Langfelder-Dichter).
1937 emigrierte Dichter zunächst nach Paris, danach von Le Havre aus kommend 1938 an Bord der SS De Grasse in die USA. Ab 1938 begann die eigentliche Karriere Dichters als Marktforscher, zunächst bis 1943 als Mitarbeiter diverser Marktforschungsinstitute als „Market Analysts“ unter anderem mit Aufträgen für Esquire, Ivory Soap und Plymouth (Chrysler). Rund um das Jahr 1940 arbeitete er für J. Stirling Getchell (1899–1940). Danach arbeitete er als Programmpsychologe bei der CBS Corporation und beschäftigt sich unter anderem damit, weshalb Frauen Soap Operas hören.
1946 gründete Dichter ein eigenes Motivforschungsinstitut, zunächst als Institute in Mass Motivations (Manhattan), dann als Institute for Motivational Research (Croton-on-Hudson bei New York). In späteren Jahren kamen Partner-Institute in Frankfurt, Zürich, Paris, Tokyo, London, Barcelona, Wien, München, Panama, Miami hinzu. 1957 wurde er einem größeren Publikum durch das kritisch gemeinte Buch Die geheimen Verführer („The Hidden Persuaders“) des Publizisten Vance Packard bekannt.
Von 1946 bis 1991 umfangreiche Tätigkeit als Berater in Politik und Wirtschaft, Vortragender und Lehrer in diversen Organisationen und Institutionen (American Psychological Association, American Marketing Association, Professor für Marketing / MBA-Programm an der Long Island University, Professor für Verhaltensforschung an der Universität Haifa).
Am 21. November 1991 starb er in Peekskill (New York).

## Werk
Ernest Dichter gilt als Begründer der tiefenpsychologisch fundierten Marktforschung und als „Vater der Motivforschung“.
Anders als in der statistisch orientierten Marktforschung nach dem Zweiten Weltkrieg üblich, betrachtete Ernest Dichter den Markt nicht länger aus Sicht der Hersteller, sondern stellte die verborgenen, sich in Kaufentscheidungen manifestierenden Wünsche der Konsumenten in den Mittelpunkt seiner Analysen. Durch seinen psychoanalytischen Hintergrund geschult, betonte er die Rolle und Bedeutung unbewusster Motive für Kaufentscheidungen und reformulierte psychoanalytische Konzepte für die Marktforschung und das Marketing. Die latenten Motive der Verbraucher gelten als wirkmächtiger Antrieb des Handelns. Dabei etablierte Dichter Methoden aus der klinischen Psychologie in der Marktforschung, zum Beispiel die auch heute noch viel verwendeten projektiven Verfahren.
Auch Produkte sind Dichter zufolge nicht ausschließlich rationale Objekte, sondern haben symbolische und psychologische Schichten, die es aufzuklären gilt, um Produkte erfolgreich vermarkten zu können.
Mit den 1961 und 1964 zuerst erschienenen Büchern „Strategie im Reiche der Wünsche“ und „Handbuch der Kaufmotive“ legte Dichter eine umfassende Darstellung seiner Vorgehensweise und ein Kompendium vielfältiger Kaufmotive jenseits rationaler Entscheidungen vor.
Mehr als 4000 Marktstudien, 1500 unselbständige Publikationen (Artikel) und an die 20 Bücher sind die Bilanz seines beruflichen Lebens. Dabei reicht die Spannweite der Studien von „The Psychology of Breakfast Cereals“ (1940) über „The A-B-C of Humor in Advertising“ (1967) bis hin zu „Universal Studios Europe – Site Preference and Concept Analysis“ (1989).
2005 fand in Wien ein umfangreiches Symposium zu Leben und Werk Ernest Dichters statt.

## Wirkung
Ernest Dichters Wirkung ist nicht leicht einzuschätzen, da sein Werk neben öffentlich zugänglichen Publikationen aus einer Vielzahl unpublizierter Studien besteht. Als weitaus bekanntester Marktforscher der 50er und 60er Jahre polarisierten seine Publikationen die Öffentlichkeit: Werbekritische Stimmen sahen in ihm (und der Werbeindustrie allgemein) einen „Verführer“ unschuldiger Konsumenten. Innerhalb der Werbeindustrie wurde er als Vortragender zu hohen Honoraren gerne eingeladen, es kam zu verehrenden Zuschreibungen („Werbepapst“, „Vater der Motivforschung“). Weitere Stimmen sahen in ihm wiederum einen „Scharlatan“ (so die Wortwahl von Rosser Reeves), der nicht zu beweisende Hypothesen aufstellte und vor allem sich selbst zu vermarkten wusste – ab den späten 1950er Jahren geriet seine Methodik immer stärker in die Kritik.
Jenseits öffentlicher Polemiken gibt es jedoch eine Vielzahl von dauerhaften Einflüssen in der Werbe-, Marketing- und Marktforschung. Ernest Dichter hat psychologische Konzepte, Begriffe und Methoden innerhalb der Marktforschung etabliert: Projektive Verfahren, das Tiefeninterview oder auch der Begriff „Image“ gehören seither zum Arsenal qualitativer Marktforschung. Auch die Idee, dass Produkte und Marken personalisiert werden können („Markenpersönlichkeit“) zählt zum Erbe Dichters.
Zudem gilt Dichter als Initiator und Stimulusgeber auf vielen Gebieten moderner Konsumforschung. Nach Peter Lunt steht außer Frage, dass Dichter „bereits vor einigen Jahrzehnten wesentliche Themen der heutigen Konsumpsychologie vorweggenommen hat“: Die Einteilung von Produkten nach ihrem symbolischen Wert, die Multi-Dimensionalität der Konsumpsychologie, die Wichtigkeit von Gütern für die Identitätsbildung, die Bedeutung der Freizeit, die Verknüpfung von politisch-gesellschaftlichem Handeln und Konsumverhalten – „Bürger“ und „Konsument“, die Rolle psychologischer Expertisen in Politik und Wirtschaft.
Mittlerweile entdeckt die historisch-soziologische Forschung Ernst Dichter als vielschichtige Figur bei der Durchsetzung neuer hedonistischer Konsummuster und -orientierungen in den 1960er und 1970er Jahren.

## Ernest Dichter Archiv
Eröffnung am 5. Oktober 1995 am Fachbereich Publizistik- und Kommunikationswissenschaft der Universität Wien.

## Auszeichnungen
- 1990: Großes Silbernes Ehrenzeichen für Verdienste um die Republik Österreich[17]

## Bibliografie

### Eigene Publikationen
- 1947: The psychology of everyday living, New York: Barnes&Noble
- 1961: Strategie im Reich der Wünsche, Düsseldorf: Econ. Digitalisat
- o.J (1962): Europas unsichtbare Mauern. Die Rolle nationaler Vorurteile und ihre Überwindung, Düsseldorf: Europa Union
- 1964: Handbuch der Kaufmotive. Der Sellingappeal von Waren, Werkstoffen und Dienstleistungen, Wien u. a.: Econ
- 1971: Warum eigentlich nicht? Das Why-Not Management-Prinzip. Ein Seminar Frankfurt am Main: Lorch
- 1971: Motivating Human Behavior. NY u. a.: McGraw-Hill
- 1975: Die zweite Karriere. Neue Wege zu einem erfüllten Berufsleben, Wien u. a.: Econ, ISBN 3-430-12083-7
- 1975: Der nackte Manager. Erfolgreiches Management ohne Systemzwang, Frankfurt am Main: Lorch, ISBN 3-87496-006-4
- 1977: Motivforschung – mein Leben. Die Autobiographie eines kreativ Unzufriedenen, Frankfurt am Main: Lorch, ISBN 3-87496-035-8
- 1979: Getting motivated: the secret behind individual motivations by the man who was not afraid to ask "why?", New York u. a.: Pergamon Press, ISBN 0-08-023687-1
- 1981: Das große Buch der Kaufmotive, Düsseldorf u. a.: Econ, ISBN 3-430-12086-1
- 1981: Überzeugen – nicht verführen. Die Kunst, Menschen zu beeinflussen, Landsberg am Lech: mvg (identisch mit: Gezielte Motivforschung), ISBN 3-478-02740-3
- 1984: So führen Manager ihr Unternehmen zu Spitzenleistungen. Auf der Suche nach den Erfolgsfaktoren der Führung, Landsberg am Lech: mvg, ISBN 3-478-32920-5
- 1991: Neues Denken bringt neue Märkte. Analyse der unbewußten Faktoren, Umsetzung ins Marketing, Anregungen und Beispiele, Wien: Ueberreuther, ISBN 3-8000-3375-5
- 1991: Gezielte Motivforschung. So machen Sie mehr aus Ihrem Produkt! Landsberg am Lech: mvg (identisch mit Überzeugen – nicht verführen), ISBN 3-478-81122-8

### Sekundärliteratur
- Evelyne Antreich: Wo wurzelt kreative Unzufriedenheit? Eine Suche nach den sozialwissenschaftlichen Quellen der Motivforschung von Ern(e)st Dichter. Diplomarbeit am Institut für Publizistik- und Kommunikationswissenschaften der Universität Wien, Wien, 1999.
- Thomas Cudlik: Ernest Dichter. Depth Boy. Motivation als Imperativ der Informationsgesellschaft. Eine Systematisierung von Theorie und Praxis des „Vaters der Motivforschung“ mit einer Einschätzung seiner aktuellen Praxisrelevanz. Diplomarbeit am Institut für Publizistik- und Kommunikationswissenschaften der Universität Wien, Wien, 1999.
- Thomas Cudlik, Christoph Steiner: „Rabbi Ernst“. Der Stratege im Reich der Wünsche – ein Portrait, in: Franz Kreuzer, Gerd Prechtl, Christoph Steiner (Hg.): Tiger im Tank. Ernest Dichter – Ein Österreicher als Werbeguru, Wien: Manz, 2002, S. 45–83, ISBN 3-214-13251-2
- Rainer Gries: Produkte als Medien. Kulturgeschichte der Produktkommunikation in der Bundesrepublik und der DDR, Leipzig: Leipziger Universitätsverlag, 2003, ISBN 3-935693-81-8
- Rainer Gries, Stefan Schwarzkopf, (Hg.): Ernest Dichter – Doyen der Verführer. Zum 100. Geburtstag des Vaters der Motivforschung, Wien Mucha, 2007, ISBN 978-3-900823-58-0, ISBN 3-900823-58-8
- Kai-Uwe Hellmann: Ernest Dichter als Geburtshelfer und Erzieher. Ein Beitrag zur Soziologie des Konsumenten, in: Gries/Schwarzkopf, 2007, S. 146–156
- Daniel Horowitz: Von Wien in die USA und zurück. Ernest Dichter und die amerikanische Konsumkultur, in: Gries/Schwarzkopf, 2007, S. 108–126
- Franz Kreuzer, Gerd Prechtl, Christoph Steiner (Hg.): Tiger im Tank. Ernest Dichter – Ein Österreicher als Werbeguru, Wien: Manz, 2002, ISBN 3-214-13251-2
- Franz Kreuzer: Warum – Warum nicht? Franz Kreuzer im Gespräch mit Ernest Dichter und Peter R. Hofstätter, Wien: Franz Deuticke, 1984, ISBN 3-7005-4496-0
- Peter Lunt: Kulturkritik bei Vance Packard und bei Ernest Dichter, in: Gries/Schwarzkopf, 2007, S. 76–94
- Medien & Zeit, Themenheft: Ernest Dichter – „Vater“ der Motivforschung. Wien 2005: Medien & Zeit Jg. 20, Heft 4 ISSN 0259-7446
- Katherine Parkin: „Die Macht von echtem, unverfälschtem Sex“. Ernest Dichter, die Libido und die amerikanische Werbindustrie, in: Gries/Schwarzkopf, 2007, S. 128–144
- Gabriele Reithner, Christian Führer: Ernest Dichter – Vater der Motivforschung, Wien, 2004 (http://www.vmoe.at/show_content2.php?s2id=94)
- Dirk Schindelbeck: Ernest Dichter und seine deutschen Kollegen. Dargestellt am Beispiel seines Verhältnisses zu Hans Wündrich-Meißen, in: Gries/Schwarzkopf, 2007, S. 234–254